# Antonio del Castillo Patiño

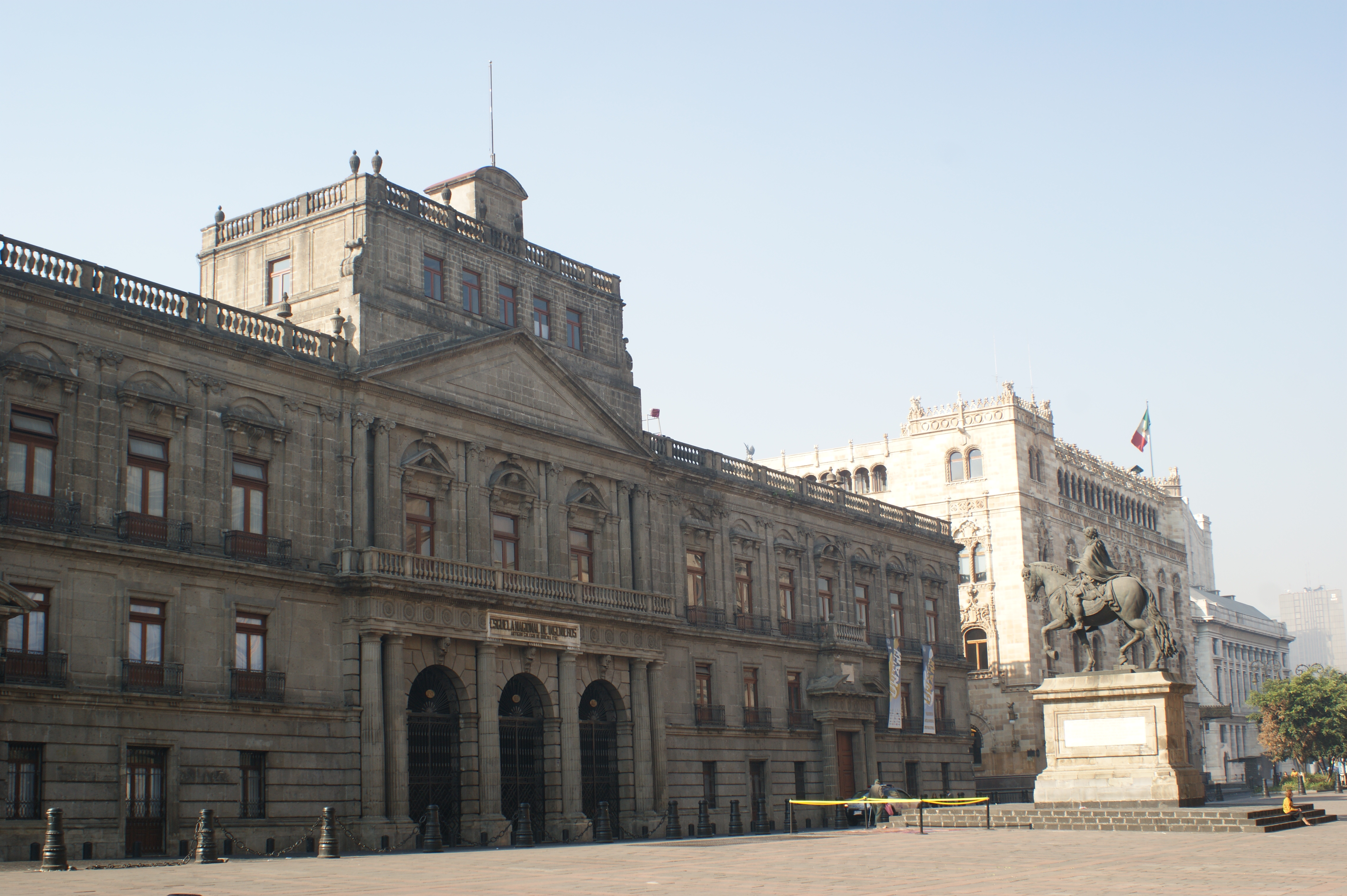
Escuela Nacional de Ingenieros, que hoy en México es el Palacio de Minería

Antonio del Castillo Patiño (n. 1820 - m. 27 de octubre de 1895) fue un destacado ingeniero y geólogo mexicano. Se graduó como Ingeniero en Minas, pero desarrollo el estudio y la práctica de la geología en el país, y le permitió a esta ciencia tener un carácter propio de disciplina científica en México, logrando cierta independencia de su relación con las actividades mineras. Fue el director de la Escuela Nacional de Ingenieros en distintos periodos y además fundó el Instituto Geológico de México. 
En sus periodos en la dirección de la educación de ingeniería, buscó que se equilibraran los estudios teóricos con prácticas de campo. Propició el desarrollo de la ingeniería durante el imperio de Maximiliano de Habsburgo, el triunfo del liberalismo de Benito Juárez y hasta el porfiriato.  

## Biografía
Aunque su fecha de nacimiento exacta se desconoce aún, se cree que nació en el año de 1820, en el distrito de Huetamo perteneciente al estado de Michoacán, México.  “Fue el cuarto hijo del General Coronel A. Del Castillo, que por sus servicios militares, conquistó en el ejército mexicano el grado de General y esto lo llevó a ser electo por el pueblo de San Luis Potosí como gobernador.”  Su madre fue la Sra. Marcelina Patiño, a quien en gran parte se cree que se debe que él se dedicara al estudio de las ciencias, ya que ella estimuló en él desde temprana edad el gusto por actividades científicas. 
El Ing. Alfredo Mundo Fernández, Cronista de la Tierra Caliente de Guerrero y autor de varios libros, ha realizado un hallazgo sobre el nacimiento del Ing. en Minas don Antonio del Castillo Patiño, según su libro "Leyendas y Sucesos Históricos de Tierra Caliente", en la segunda parte sobre esos sucesos que tienen fundamento histórico. Dice que Antonio del Castillo Patiño nació en el pueblito de Pungarabato en 1820, cuando pertenecía al Distrito de Huetamo en la Intendencia de Michoacán, y que desde 1907 pertenece a Guerrero. Dice el Ing. Mundo que en 1896 se publica parte de la biografía de don Antonio en el BOSQUEJO GEOLÓGICO DE MEXICO por parte del Instituto Geológico de México donde dice que "nació en el pueblo de Pungarabato que en ese tiempo pertenecía al Distrito de Huetamo, Michoacán,... y se bautizó en la parroquia de Cutzamala del Distrito de Mina del Estado de Guerrero." Agrega el BOSQUEJO que se ignora la fecha exacta de su nacimiento "por haber quemado el ejército francés en la época de la Intervención Francesa en México el archivo de la parroquia de Cutzamala a cuya jurisdicción pertenecía el rancho, hoy (1896) pueblo de Pungarabato..." Narra el Ing. Alfredo Mundo Fernández en su libro que los archivos de la iglesia de Cutzamala no los quemaron los franceses, sino los mismos mexicanos, los Liberales el 21 de junio de 1860 cuando vencen a los conservadores después de 45 días de lucha. El Ing. Mundo Fernández realiza una ardua investigación en los archivos eclesiásticos e hizo un gran hallazgo: encontró un libro de Bautizos de 1820-1822 que milagrosamente se salvó del incendio de 1860, firmado por el cura eclesiástico Juan José Simón de Haro. Ahí está el registro del nacimiento de Antonio del Castillo Patiño, quien nació el 18 de junio de 1820, hijo de José Antonio del Castillo y María Marcelina Patiño, y su padrino el Teniente Coronel don José Antonio de Echávarri. Durante 120 años se ignoró la fecha de nacimiento del Ing. en Minas don Antonio del Castillo por creer que dichos archivos habían sido incendiados en 1860, hasta que hoy el Ing. Mundo Fernández hizo el hallazgo invaluable de ese libro de bautizos.
En 1832 fue enviado a la ciudad de México a estudiar en la escuela de Matyen de Fossey, caballero francés cuya escuela era una de las mejores en la capital. Posteriormente ingresó al Colegio de Minería, presentó su examen profesional el 5 de marzo de 1845 para obtener el título de Ingeniero en Minas. Mientras estudiaba en el Colegio de Minería, trabajó como secretario y después como sustituto de la cátedra de Mineralogía, fue en el año de 1851 cuando se convirtió en titular de dicha cátedra por oposición. 

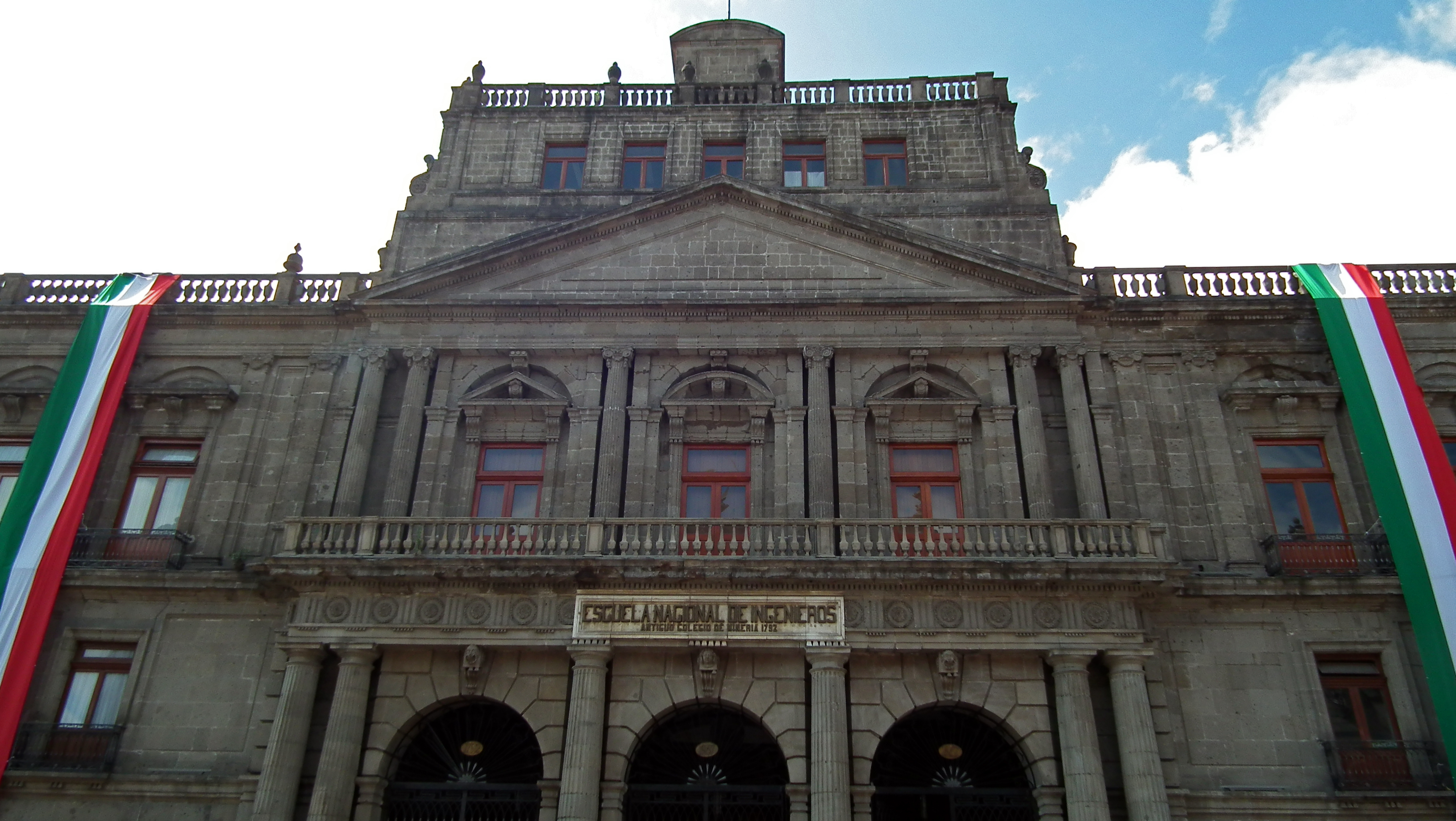
Antiguo colegio de Minería, Escuela de Ingenieros y hoy Palacio de Minería

En 1853 apoyó la creación del Colegio Nacional de Agricultura, incorporó a los planes de estudios las asignaturas de orictognosia y geología. 
Como científico y principalmente ingeniero luchó por la nacionalización de los saberes sustrayendo de la ciudad de México el monopolio del conocimiento científico.  En 1854 fue uno de los fundadores de la Escuela Práctica de Minas del Fresnillo, en Zacatecas, donde se desempeñó como profesor de Laboreo y Mecánica aplicada a las Minas. 
“En 1862 Antonio del Castillo, dirigió una de las primeras perforaciones petroleras en México. El pozo, que se encontraba en Villa de Guadalupe, tenía una profundidad de unos 70 metros aproximadamente.”
Fue en 1869 cuando se realizó el primer registró oficial de fósiles mexicanos por Antonio del Castillo, quien clasificó mamíferos fósiles del Estado de México. 
Fue subdirector de la Escuela de Ingenieros desde el 12 de febrero de 1869, hasta que por nombramiento del gobierno es nombrado director de la misma el 12 de diciembre de 1876, ocupó este puesto por casi tres años hasta noviembre de 1879. Posteriormente fue docente de la misma, impartió las clases de mineralogía y la de química analítica y le dio un sentido práctico al estudio de la geología.   Volvió a tomar la dirección de la Escuela de Ingenieros el 17 de enero de 1881, hasta poco antes de su muerte el 27 de octubre de 1895.

## El Colegio de Minería
Al obtener la cátedra de Mineralogía, el ingeniero del Castillo cambió los contenidos de la cátedra de mineralogía al igual que la práctica de esta ciencia. Se deslindó de la concepción wegneriana de su mentor, Andrés del Río. Introdujo las nuevas teorías científicas escritas por Charles Lyell en “Principios de Geología”.  Tuvo algunas interrupciones en la impartición de su cátedra debido principalmente a nombramientos o a otros cargos públicos sin embargo, impartió la clase por casi 50 años. 
Buscó que se realizara un programa de reconocimiento del territorio nacional que aportara la información necesaria para dar sustento a los fenómenos geológicos de México. 

## El imperio de Maximiliano

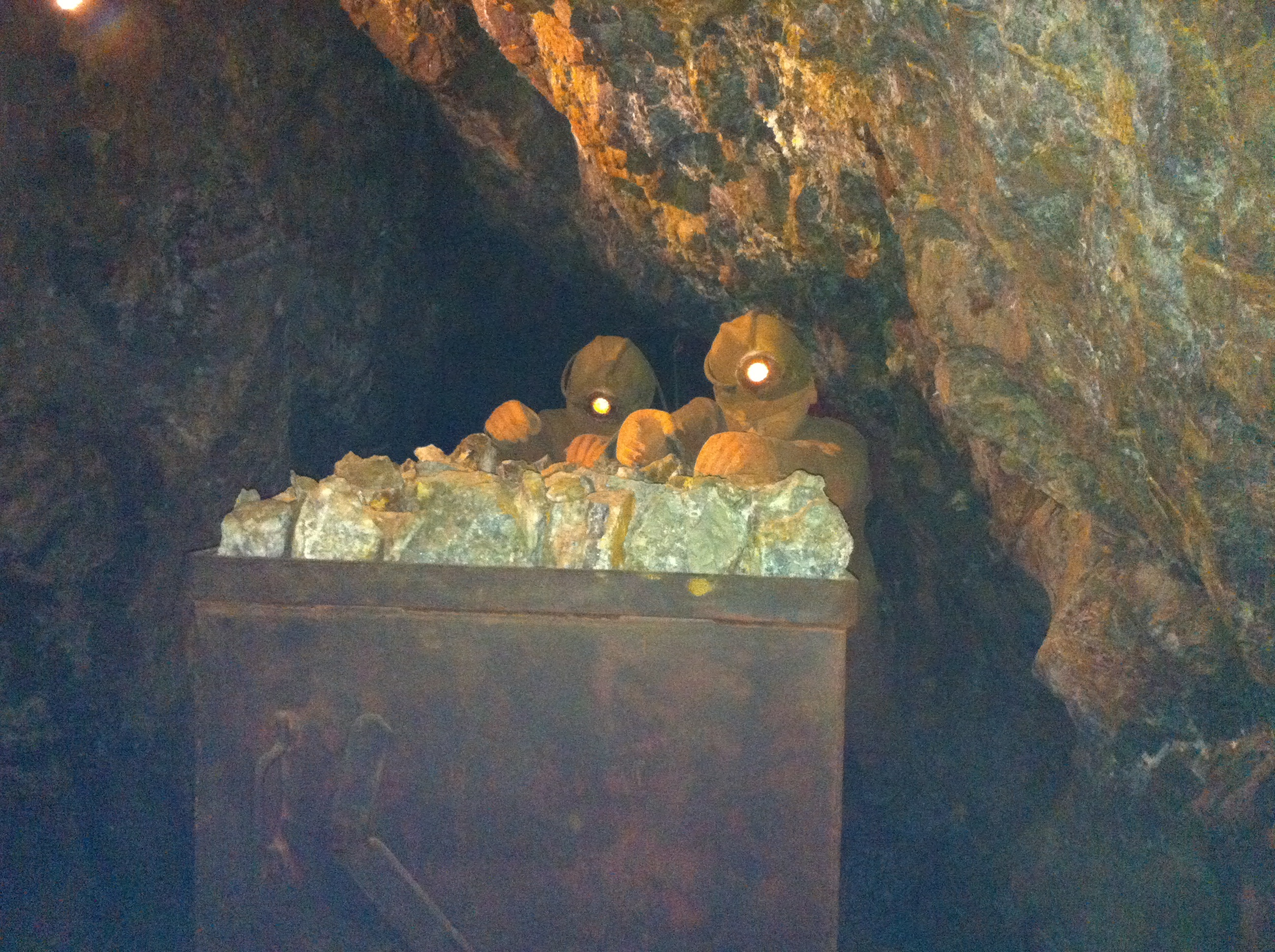
Extracción de minerales en la Mina del Edén, Zacatecas.

Aunque Antonio del Castillo se mantenía como un personaje destacado en la comunidad científica de México, por su tendencia liberal entró en conflicto con las nuevas autoridades nombradas en el Colegio de Minería,  por el gobierno de Maximiliano de Habsburgo, lo cual le costó ser suspendido de su cátedra. Aun siendo liberal, participó en la Comisión Scientifique du Méxique, que se encargaba de los estudios geológicos y geográficos del país, dada a esta labor se ganó le reconocimiento como el “primer geólogo mexicano del imperio”.
Obtuvo gran experiencia al trabajar conjuntamente con los expedicionarios franceses en México, realizaron trabajos y artículos sobre la mineralogía mexicana y se buscaba completar lo que sería la primera Carta Geológica de México, que no pudo concluirse debido a la caída del imperio de Maximiliano en el país. 
También fue comisionado por Luis Robles, quien durante este período era ministro de Maximiliano, para que hiciera un estudio del Valle de México, así como de los minerales que se encontraban en Zacatecas y Guanajuato.

## Triunfo del Liberalismo y fundación de la Escuela Especial de Ingenieros

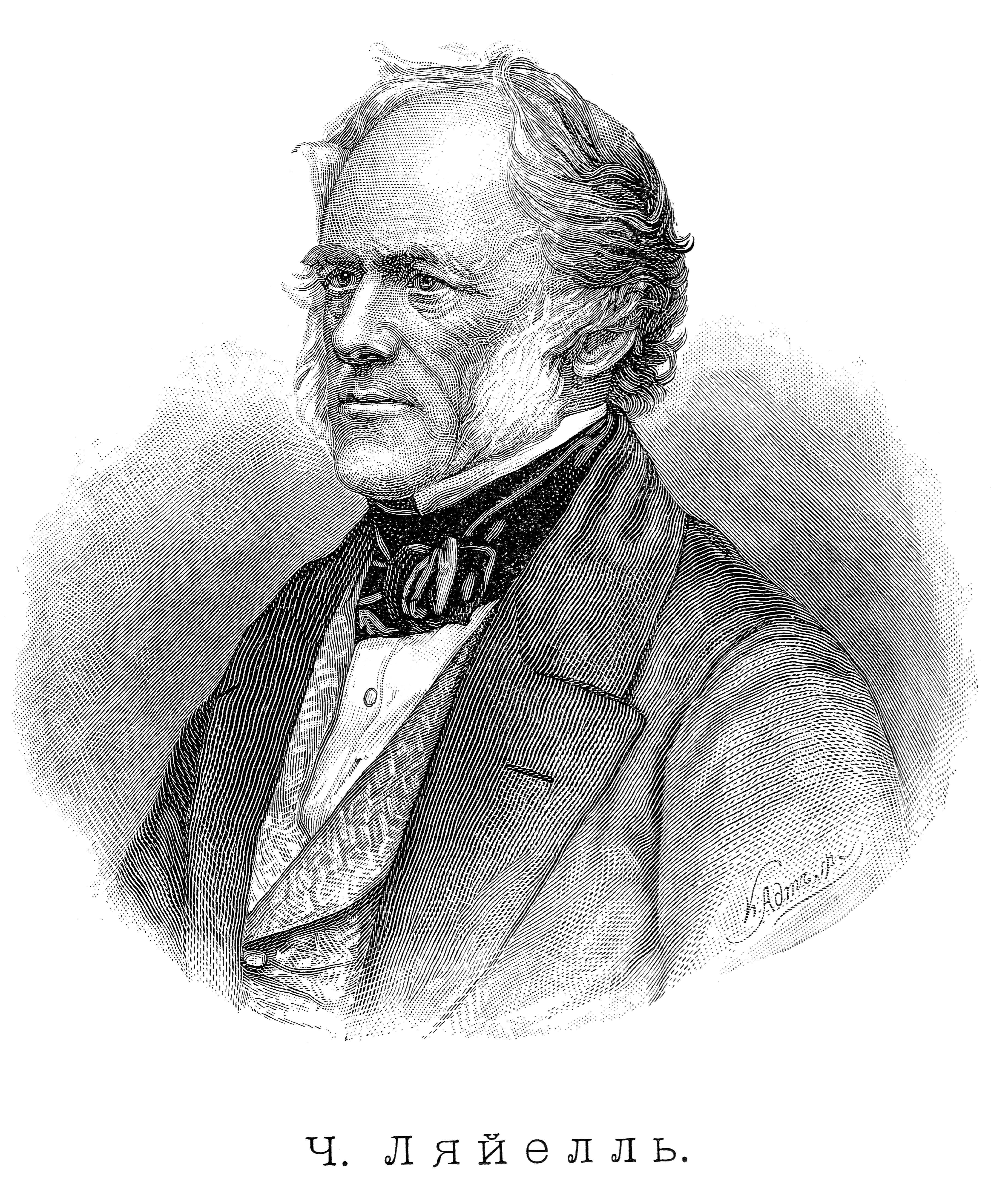
Charles Lyell, geólogo británico fue uno de los fundadores de la Geología moderna.

“En 1867, Benito Juárez, quien ganaba el poder en México expidió el 2 de diciembre la Ley Orgánica de Instrucción Pública en el Distrito Federal que permitió la conversión del Colegio de Minería a la que ahora sería llamada Escuela Especial de Ingenieros.“  El país comenzó una nueva etapa que favoreció una mayor estabilidad política que a su vez permitió una reorganización que daría un impulso al estudio de la ingeniería en México. 
Antonio del Castillo retomó su clase en la ahora Escuela de Ingenieros y se involucró profundamente en el diseño y la aplicación de nuevas reformas en la educación promovidas por el presidente Benito Juárez.  El ingeniero del Castillo, bajo la influencia de William Smith y de Charles Lyell, estaba convencido de que el estudio de la ingeniería debía de estar acompañado de un sistema más práctico del que se tenía en aquella época, donde se realizarán exploraciones de campo y análisis en laboratorio precedidos por recopilación de muestras.

## Dirección en la Escuela Nacional de Ingenieros

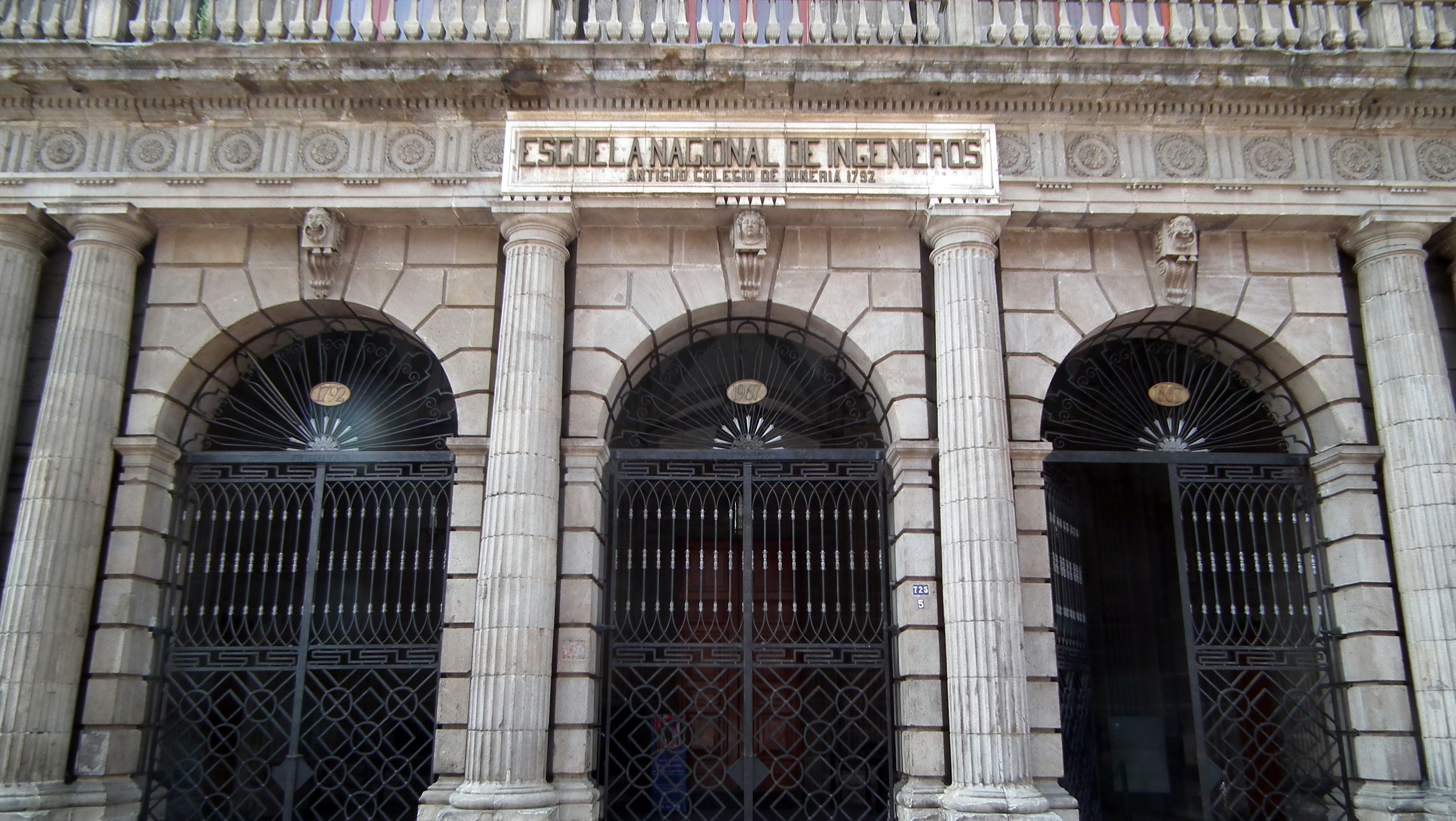
Escuela Nacional de Ingenieros.

En 1870 fue nombrado director de la Escuela de Ingenieros, Antonio del Castillo promovió una reforma al plan de estudios que fue aprobada por el Congreso mexicano en 1877, debido a que el plan de estudios anterior promovía el estudio teórico de las prácticas ingenieriles esta reforma proponía equilibrar el estudio teórico con prácticas de campo, para ello los estudiantes debían finalizar su educación teórica en alguna escuela práctica de minas. Esto permitiría que las prácticas de campo constituyeran la formación profesional de alumno. 
En 1881, con ciertos vínculos en el poder regresó a la dirección de la Escuela de Ingenieros, que había abandonado aproximadamente 5 años atrás, sustituyendo a Manuel Fernández Leal. En esta etapa negoció con el gobierno buscando ampliar las opciones educativas en México, abriendo nuevas especialidades en ingeniería.  

## Instituto Geológico

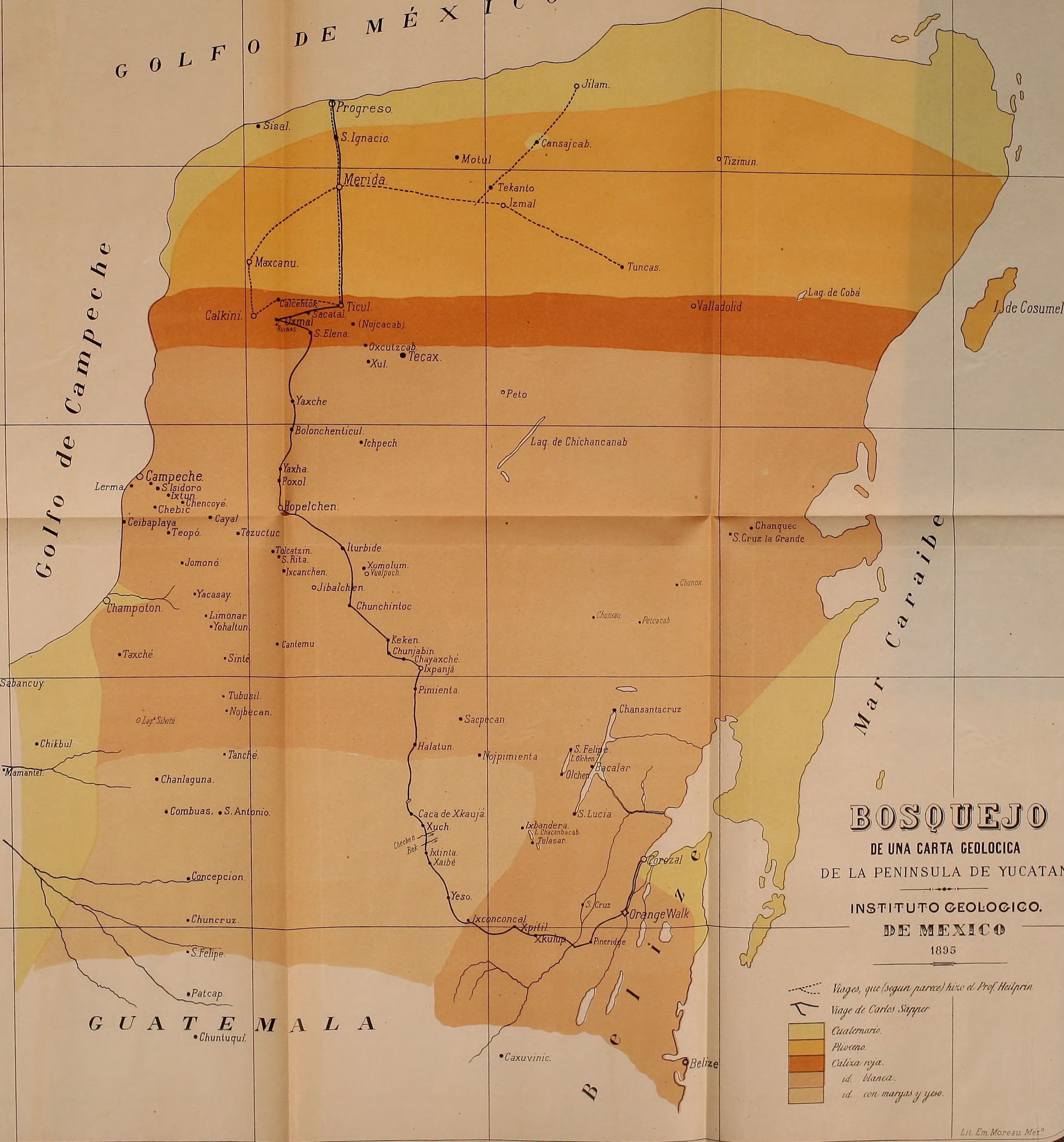
Boletín de la Comisión Geológica de México (1895)

En su segundo periodo como director de la Escuela de Ingenieros, creó el Instituto Geológico que se encargaría de promover la enseñanza y la investigación de la ciencia geológica de una manera sistemática. Esto llevó a que se creara una Comisión Geológica Mexicana que se encargó de formar una carta geológica, destinada a dar una idea de las formaciones geológicas dominantes de México y además una carta minera que permitiera contar la cantidad de criaderos existentes en el suelo mexicano y la diversidad de sustancias contenidas en dichos criaderos. Esta Comisión Geológica se constituyó en marzo de 1888, bajo la dirección de Antonio del Castillo, y tuvo una corta existencia debido a que en el mismo año el congreso permitió la creación de un Instituto Geológico Nacional, del cual también fue nombrado director Antonio del Castillo, hasta su muerte el 27 de octubre de 1895, asumió su lugar posteriormente su discípulo José Guadalupe Aguilera.
A Antonio del Castillo se le debe que se haya logrado cierta independencia entre la geología como práctica científica y como actividad minera.